# Love Songs (Peter-Fox-Album)
Love Songs ist das zweite Studioalbum des Berliner Musikers Peter Fox, Mitglied der Dancehall-Band Seeed. Veröffentlicht wurde es am 26. Mai 2023 vom Musiklabel Warner Music und damit über 14 Jahre nach Fox’ Debütalbum Stadtaffe, das bis dato eines der erfolgreichsten Deutschrap-Alben darstellt.

## Entstehungsgeschichte
Love Songs ist das zweite Studioalbum von Peter Fox nach 15 Jahren. Die Arbeit an dem Album begann ungefähr im Jahr 2020. Zusammen mit seinem langen Wegbegleiter The Krauts arbeitete er ungefähr 2 Jahre an diesem Album. Im Gegenteil zu Stadtaffe hatte Love Songs kein klares Konzept und war von Anfang an lose angelegt. Laut Peter Fox gibt es „Definitiv gibt es nicht genug Liebe in der Welt […], deswegen dachte ich, nenn ich die Platte einfach mal so.“

## Promotion
Am 18. Oktober 2022 veröffentlichte Peter Fox auf seinem Social Media Kanal ein Video, wie eine Puppe von ihm von einer anderen Person getragen wird. Dazu der Titel „Könnte das der Beginn von etwas Grossem sein...?“ Am 20. Oktober 2022 erfolgt dann die Veröffentlichung von Zukunft Pink (feat Inéz). Im März 2023 veröffentlichte Peter Fox dann die zweite neue Single mit dem Titel "Vergessen Wie". Kurze Zeit später folgte dann die dritte Single mit dem Titel "Weisse Fahnen". Am 21. April wurde mit der Veröffentlichung der Single „Ein Auge blau“ das Album Love Songs für den 26. Mai 2023 angekündigt.  Auch wurden Tourdaten bekanntgegeben.

## Titelliste
| Nr.          | Titel                                     | Text                                                                           | Musik | Produzent(en)                                            | Länge |
| ------------ | ----------------------------------------- | ------------------------------------------------------------------------------ | --- | -------------------------------------------------------- | ----- |
| 1.           | Ein Auge blau                             | David Conen, Oliver Otubanjo, Pierre Baigorry, Julian Williams                 | Pierre Baigorry, Alan Mensah, Vincent Graf Schlippenbach, Julian Williams                                                           | Ghanaian Stallion, Peter Fox, The Krauts                 | 3:02  |
| 2.           | Tuff Cookie                               | Pierre Baigorry, David Conen, Felix Kummer, Lars Hammerstein                   | Pierre Baigorry, Vincent Graf Schlippenbach, Sebastian Zenke, Jack Sibley, Christopher Davids, Liam Ivory, John Moore, Bernard Reed | Peter Fox, The Krauts                                    | 2:46  |
| 3.           | Kein Regen in Dubai                       | Pierre Baigorry, David Conen, Felix Kummer                                     | Pierre Baigorry, David Conen, Moses Vester, Jan-Hendrik Burkamp, Gunter Papperitz, Benjamin Asare, Roman Klobe                      | Peter Fox, The Krauts                                    | 3:30  |
| 4.           | Disney                                    | Pierre Baigorry, David Conen, Felix Kummer, Oliver Otubanjo                    | Pierre Baigorry, David Conen, Vincent Graf Schlippenbach, Benjamin Asare                                                            | Peter Fox, The Krauts                                    | 3:39  |
| 5.           | Celebration (feat. Benji Asare)           | Pierre Baigorry, David Conen                                                   | Pierre Baigorry, David Conen, Vincent Graf Schlippenbach, Benjamin Asare, Moses Vester                                              | Peter Fox, The Krauts                                    | 4:19  |
| 6.           | Vergessen wie                             | Pierre Baigorry, Felix Kummer, David Conen, Oliver Otubanjo, Benjamin Asare    | Pierre Baugorry, David Conen, Daniel Stoyanov, Vincent Graf Schlippenbach                                                           | Peter Fox, The Krauts                                    | 3:44  |
| 7.           | Dawn of the Dawn                          |                                                                                | Pierre Baigorry, Vincent Graf Schlippenbach, David Conen, Benjamin Asare                                                            | Peter Fox, The Krauts                                    | 1:24  |
| 8.           | Gegengift                                 | Pierre Baigorry, David Conen, Felix Kummer, Philipp Grütering, Sebastian Dürre | Pierre Baigorry, David Conen, Vincent Graf Schlippenbach, Moses Vester, Arnim Teutoburg-Weiß                                        | Peter Fox, The Krauts                                    | 3:00  |
| 9.           | Weiße Fahnen                              | Pierre Baigorry, David Conen, Stefan Richter                                   | Pierre Baigorry, David Conen, Vincent Graf Schlippenbach, Benjamin Asare, Stefan Richter, Moses Vester, Roman Klobe                 | Peter Fox, The Krauts                                    | 3:34  |
| 10.          | Toscana Fanboys (feat. Adriano Celentano) | Pierre Baigorry, David Conen, Benjamin Asare, Adriano Celentano                | Pierre Baigorry, Ayodejio Olowu, Emeka Onuoha                                                                                       | Cracker Mallo, Emeke Emele Onuoha, Peter Fox, The Krauts | 2:29  |
| 11.          | Zukunft Pink (feat. Inéz)                 | Pierre Baigorry, Vincent Graf Schlippenbach, David Conen, Jakob Grunert        | Pierre Baigorry, Vincent Graf Schlippenbach, David Conen, Torsten Schroth, Charles Josek, Guy Josek, Louis Josek                    | Peter Fox, The Krauts                                    | 3:51  |
| Gesamtlänge: | Gesamtlänge:                              | Gesamtlänge:                                                                   | Gesamtlänge: | Gesamtlänge:                                             | 35:23 |

Im Sommer 2024 veröffentlichte Peter Fox jeweils mit den Künstlern Kofee Bean, reezy und BENSH drei eigene Singles, die später digital als Deluxe Edition von Love Songs zusammengefasst wurden.
| Nr. | Titel                         | Autor(en) | Länge |
| --- | ----------------------------- | --- | ----- |
| 1.  | Night Ride (feat. Kofee Bean) | Anh-Quoc,Doan, BENSH, Daniel Stoyanov, David Conen, Patience Naa Oyo Titus-Glover, Pierre Baigorry, Roman Klobe | 2:55  |
| 2.  | Toast (feat. reezy)           | Benjamin Asare, David Conen, Moses Yoofee Vester, Pierre Baigorry, reezy, Vincent von Schlippenbach             | 3:20  |
| 3.  | Blackbrids BLN (feat. BENSH)  | Benjamin Asare, David Conen, Dirk Berger, Pierre Baigorry, Vincent von Schlippenbach                            | 2:41  |

## Tour
Mit der Ankündigung von dem Album wurde auch eine Tour für den Sommer 2023 angekündigt.

## Kommerzieller Erfolg

### Chartplatzierungen
| ChartsChartplatzierungen | Höchstplatzierung | Wochen |
| ------------------------ | ----------------- | ------ |
| Deutschland (GfK)        | 1 (69 Wo.)        | 69     |
| Österreich (Ö3)          | 1 (17 Wo.)        | 17     |
| Schweiz (IFPI)           | 1 (15 Wo.)        | 15     |

| ChartsJahrescharts (2023) | Platzierung |
| ------------------------- | ----------- |
| Deutschland (GfK)         | 11          |
| Österreich (Ö3)           | 48          |
| Schweiz (IFPI)            | 81          |

| ChartsJahrescharts (2024) | Platzierung |
| ------------------------- | ----------- |
| Deutschland (GfK)         | 68          |

### Auszeichnungen für Musikverkäufe
| Land/Region        | Auszeichnungen für Musikverkäufe (Land/Region, Auszeichnung, Verkäufe) | Verkäufe |
| ------------------ | ---------------------------------------------------------------------- | -------- |
| Deutschland (BVMI) | Gold                                                                   | 100.000  |
| Insgesamt          | 1× Gold ·                                                              | 100.000  |